# Арья Старк
Арья Старк (англ. Arya Stark) — персонаж, созданный американским писателем Джорджом Р. Р. Мартином. Арья обладает ярким характером, сильной волей и уникальным взглядом на окружающий мир. Является одним из центральных персонажей во всех книгах серии фэнтези-романов «Песнь Льда и Огня» (список центральных персонажей серии: ПОВ).
Впервые представленная в романе Игра престолов в 1996 году, Арья принадлежит к одному из великих домов Вестероса — дому Старков. Она своенравна, независима, презирает традиционные женские занятия, и её часто принимают за мальчика. У неё есть меч, названный Иглой (подарок её брата Джона Сноу), также она обучалась браавосийскому стилю сражения на мечах.
Роль Арьи в одноимённом сериале на канале HBO играет британская актриса Мэйси Уильямс. Её исполнение получило признание критиков, особенно во втором сезоне, когда она работала на одной площадке с таким «ветераном» кино, как актёр Чарльз Дэнс (Тайвин Ланнистер), играя его виночерпия. Она является одним из самых популярных персонажей в любой версии истории Игр.

## Персонаж
Арья — третий ребёнок и младшая дочь лорда Эддарда и Кейтилин Старк. У неё пять братьев и сестёр: старший брат Робб, два младших брата, Бран и Рикон, старшая сестра Санса и, наконец, незаконнорождённый единокровный брат Джон Сноу.
В отличие от Сансы, которая увлекается занятиями, подобающими благородным девицам, Арья не проявляет интереса к танцам, пению и шитью, а отдаёт предпочтение владению мечом, охоте и приключениям, к чему её мать относится с большим презрением. Она особенно близка со своим братом-бастардом Джоном Сноу, который предлагает ей научиться драться и дарит ей меч, который Арья называет Иглой. На протяжении своего путешествия, Арья проявляет большую находчивость и хитрость и становится всё более безжалостной.
В начале повествования Арью в основном воспринимают как очень мужеподобную девушку, но есть несколько примеров в книгах о её благоприятных сравнениях с её тёткой Лианной, которая часто ловила мужские взгляды. Кроме этого у Арьи есть лютоволчица Нимерия, которой она могла управлять во сне. 
Арья появляется в MultiVersus.

## Сюжетные линии

### Игра престолов

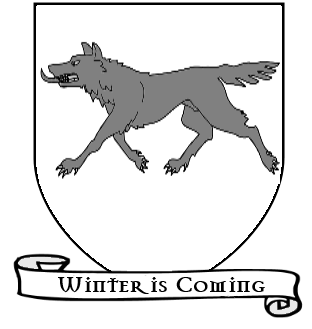
Герб дома Старков

Арья отправляется вместе со своим отцом Эддардом Старком в Королевскую Гавань, когда его вызывают на замену бывшего десницы короля. Перед отъездом её сводный брат Джон Сноу дарит ей прощальный подарок — меч, который она называет Иглой.
Во время прогулки её сестры Сансы с принцем Джоффри принц стал издеваться над Арьей и её другом Микой, сыном мясника, с которым они тренировались сражаться на мечах в лесу. Арья защищает Мику от Джоффри, в чём также помогает её лютоволчица Нимерия, ранив руку принца. Зная, что Нимерия, вероятно, будет убита после нападения на Джоффри, Арья гонит своего волка прочь, из-за чего вместо лютоволчицы Арьи было приказано убить лютоволчицу Сансы, а Мику вскоре убивает Сандор Клиган по прозвищу Пёс.
Уже в Королевской Гавани её отец устраивает для Арьи уроки фехтования под руководством мастера меча из Браавоса, Сирио Фореля, который на своих «уроках танцев» учит её искусству сражения. После ареста отца Арьи Сирио отбивается от охранников Ланнистеров, и девушка чудом избегает захвата. Позже она становится свидетельницей казни отца.

### Битва королей
Арья сбегает из королевских земель вместе с вербовщиком Ночного Дозора Йореном и его партией призывников. На дороге она сталкивается с другими новобранцами Ночного Дозора Ломми, Джендри, и Пирожком и в итоге дружит с ними. Во время дороги партия Ночного Дозора подвергается нападению Амори Лорха. Арья и несколько других детей сумели сбежать, но остальных новобранцев перерезали. Прежде чем убежать, Арья спасает заключённого Якена Хгара.
Арья и её друзья позже были захвачены Григором Клиганом и доставлены в Харренхолл, где они начинают прислуживать Тайвину Ланнистеру. После наблюдения за смертью её родственников Арья каждую ночь читает свою «ночную молитву» — список имён тех людей, кому она желает отомстить. В Харренхолле она воссоединяется с Якеном, который взамен на то, что она спасла жизнь ему и двум другим заключённым, предлагает убить трёх человек, которых она назовёт; после того, как она назвала имена двух людей, третьим в списке стал сам Якен. Однако в обмен на свою жизнь Якен помогает ей убить стражей у ворот и уйти с её друзьями. Арья просит его научить быть Безликой, на что Якен даёт ей необычную монету и говорит, чтобы Арья запомнила фразу «Валар Моргулис» («все люди должны умереть» на Валирийском) и сказала её по приезде в Браавос, если её желание ещё будет в силе.

### Буря мечей
Пока Арья Старк и её спутники продолжают свой путь на север, она начинает скучать о своей потерянной лютоволчице Нимерии. Позже её и её товарищей обнаруживает группа наёмников Братства без знамён, которые узнают Арью Старк. В секретной базе Братства Арья сталкивается с Сандором Клиганом, где она обвиняет его в убийстве Мики, но Пёс (прозвище Сандора) выдерживает суд поединком и освобождается.
Через некоторое время Арья пытается бежать из Братства, но её похищает Сандор Клиган, который планирует вернуть её в семью за вознаграждение. Они направляются в Близнецы, где должна состояться свадьба Эдмора Талли и Рослин Фрей. По приезде туда Пёс и Арья видят, что начинается бойня. Пёс понимает, что это ловушка для Короля Севера и сбегает вместе с Арьей. Сандор решает получить выкуп у её дяди Бриндена Талли в Риверране. На пути они встречают Бриенну Тарт, поклявшуюся защищать Арью до конца жизни и в ходе завязавшегося боя Сандор получает серьёзное ранение, упав с обрыва, после чего Арья оставляет его умирать. Дальше Арья отправляется в город Солеварни. Здесь она садится на корабли, дав капитану монету, что Якен вручил ей в Харренхолле, направляется в Браавос.

### Пир стервятников
Приехав в Браавос, Арья направляется к Чёрно-белому дому. Здесь её встречает Добрый человек, Арья уговаривает дать ей шанс стать безликой. Добрый человек приказывает ей избавиться от прошлого и выкинуть все её вещи. Вещи она топит в море у Храма, но с мечом «Иглой», который ей подарил её брат Джон Сноу, она расстаться не может, поэтому прячет его под разбившемся камнем в ступени перед Храмом.
Арья начинает жить в Храме Многоликого бога, ей поручают прислуживать на кухне, подметать храм, а также омывать тела покойников. В свободное время она изучает браавосийский язык и учится лгать. Добрый человек постоянно спрашивает «Кто ты?», на что Арья отвечает «никто», но он ей не верит, предполагая, что девочка врёт и не хочет отказываться от личности Арьи Старк.
Добрый человек недоволен её знанием браавосийского языка и акцентом, поэтому отправляет её в город, как Кэт — помощницу рыбака. Также она должна узнавать секреты жителей города. Каждую безлунную ночь девочка должна возвращаться в храм и докладывать три новые вещи, которые узнала.
Позже она встретила дезертира Ночного Дозора Дареона, которого убила. После Арья вернулась в Храм, Добрый человек, как обычно, спросил о трёх вещах, которые она узнала. Девочка сообщила, что Дареон умер и убила его Арья Старк. Безликий дал ей выпить подогретого молочка и отправил спать. Утром девочка проснулась слепой.

### Танец с драконами
Арья остаётся слепой и продолжает находиться в Чёрно-белом доме Браавоса. Она всё так же видит сны глазами своей лютоволчицы, но не говорит об этом никому.
Слепая девочка учится в храме Многоликого распознавать зелья и яды при помощи обоняния, вкуса и осязания. Также она изучает классический валлирийский язык, а также диалекты Лиса и Пентоса. Все прежние обязанности также были при ней — помощи на кухне, уборка, омывание умерших.
Пока Арья слепа, она бродит по улицам Браавоса, улучшая свои навыки во лжи и с успехом обнаруживая ложь других людей.
Каждый раз, возвращаясь в храм, Добрый человек спрашивает её — какие три новые вещи она узнала. Однажды Арья сообщает, что третья вещь — это то, что Добрый человек — именно тот, кто приходил бить её в храме. На вопрос, откуда она это знает, девочка ответила: «Три вещи я тебе назвала — это уже четвёртая» — и Добрый Человек возвращает Арье зрение, а узнала она это благодаря «волчьему сну» — во время одной из прогулок за Арьей увязывается кот, и она смогла его глазами увидеть Доброго Человека, который подкрался и готовился ударить Арью.
Вернув зрение, Арья продолжает служить в храме Многоликого бога. Чтобы доказать, своё послушание и смирение, Добрый Человек даёт ей новое задание: Арье необходимо убить старика (далеко за 50), продающего расписки для моряков (Если корабль потонет или его захватят пираты, он обязуется выплатить стоимость корабля вместе с грузом). Она следит за ним несколько дней, раздумывая как убить. Наконец девочка возвращается в Храм и говорит Доброму Человеку, что знает, как покончить с ним. Чтобы девочку никто не узнал, Добрый человек решает дать ей другое лицо и ведёт на третий подземный ярус храма Многоликого бога, куда допускают только жрецов. Войдя туда, девочка увидела на стенах тысячу лиц — старые и молодые, гладкие и морщинистые, мужские и женские. Арья получает лицо уродливой старухи. На утро она возвращается в гавань. Там она находит одного капитана, который собирался воспользоваться услугами старика. Старуха подрезает его кошелёк, вследствие чего монеты сыплются на землю и подменивает одну, которую отравила заранее. У старика была привычка пробовать монеты на зуб, поэтому вскоре он умрёт от остановки сердца.
Вернувшись в храм, Добрый человек хвалит девочку и говорит что она не безнадёжна, но ей нужно ещё многому учиться. После он возвращает ей лицо Арьи Старк и даёт чёрно-белую одежду послушника храма Многоликого бога. На утро она отправляется к наставнику, чтобы приступить к своему первому ученичеству.

### Ветра зимы
В одной из глав Арья продолжает своё обучение у Безликих. Убивает Раффорда, сопровождавшего Хариса Свифта, тем самым отомстив за смерть своего друга Ломми.

## Телесериал

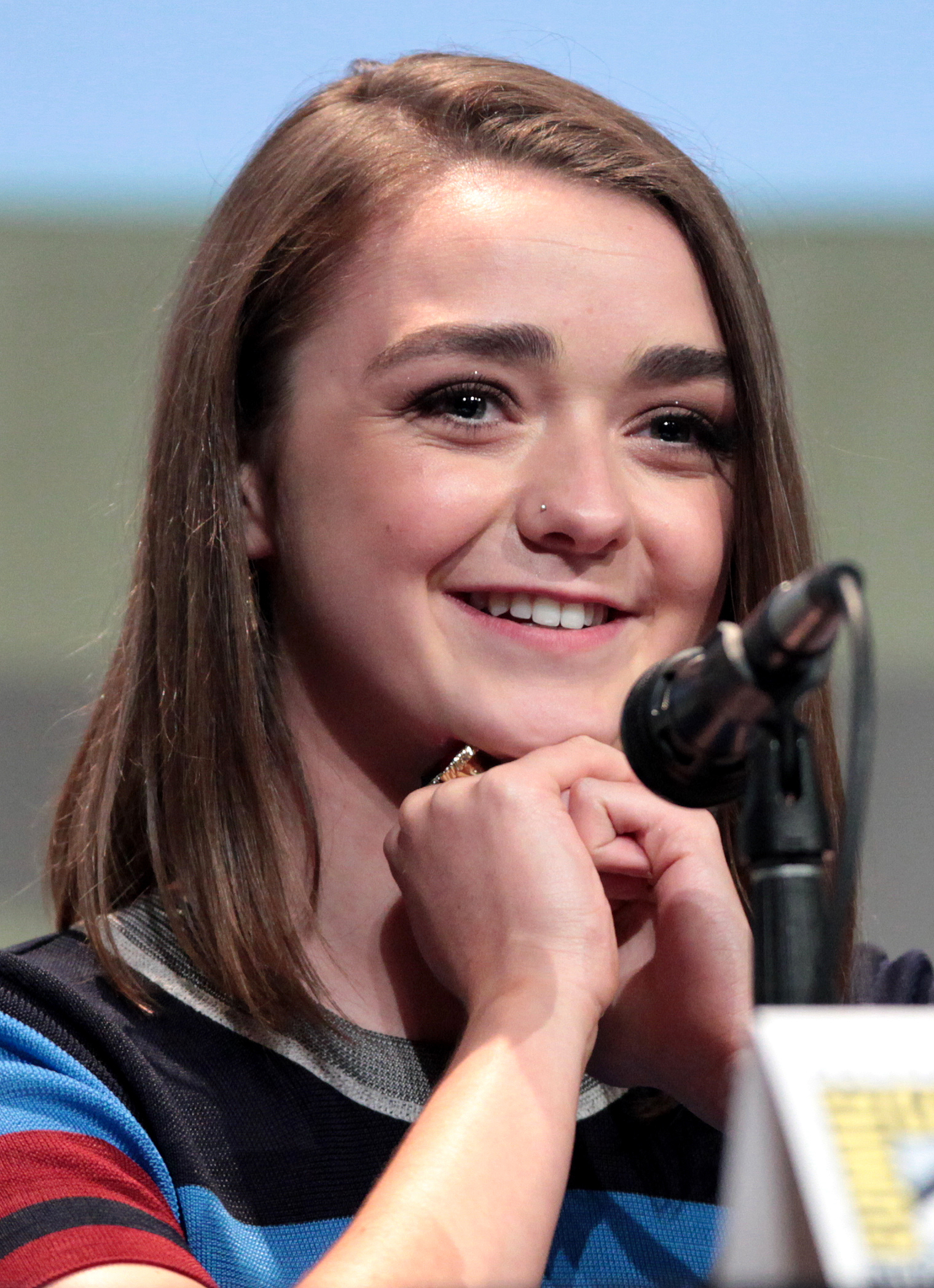
Мэйси Уильямс исполняет роль Арьи Старк в телесериале.

#### Первый сезон
В начале сериала (Зима близко) изображается обычный день в жизни жителей Винтерфелла, где Арья присутствует на занятиях по шитью (для девочек знатного рода это было обязательным), но сбегает с урока сразу же как слышит, что её братья упражняются в стрельбе из лука. Незаметно подойдя к площадке, Арья демонстрирует свои умения, попав первой же стрелой в центр мишени в которую стрелял Бран. В то же время в Винтерфелл с официальным визитом приезжает король Роберт, девочка показывает плохое поведение, чем вызывает недовольство матери. Роберт почти принудительно предлагает Эддарду стать его десницей. Отправляясь в Королевскую Гавань, Эддард забирает дочерей с собой.
Перед отъездом Джон дарит сестре меч, который был специально выкован для неё. Девочка называет его Игла. В свою очередь, меч станет верным спутником для Арьи на протяжении всего сериала. После прибытия в Королевскую Гавань, отношения между сёстрами заметно ухудшаются. Эддард, найдя меч дочери, понимает, что девочка твёрдо настроена на обучение фехтованию. Учителем становится мастер из Браавоса Сирио Форель. После стычки Джейме и Эддарда, обеспокоенный отец намерен отправить Арью и Сансу обратно в Винтерфелл, на что дочери возражают. Арья крайне не хотела расставаться с учителем по фехтованию.
Сразу после этого Эддарда обвиняют в измене, с целью казнить. Толпа людей собирается на площади перед Великой септой Бейлора, туда же и направляется Арья, пытаясь найти отца. Попав на площадь, она видит, что палач, обнажив меч, готовится к замаху, в этот же миг подбегает Йорен и, держа её, не даёт увидеть как убивают отца. После казни Йорен, опасаясь узнаваемости дочери Эддарда, обрезает ей коротко волосы, пытаясь замаскировать под мальчика по имени Арри. Для безопасной дороги Йорен говорит, чтобы она также выдавала себя за новобранца Ночного дозора. Таким образом, колонна двигающаяся к Стене будет проходить мимо Винтерфелла, и Арья попадёт домой.

#### Четвёртый сезон
Сюжетная линия Арьи в сериале начинает расходиться с книжным в четвёртом сезоне, когда рана Сандора Клигана в бою с Полливером и солдатами Ланнистера оказывается не смертельной. После чего Арья и Пёс ещё успели добраться до Орлиного гнезда, но вынуждены были сразу же вернуться назад, как только узнали, что тётя Арьи, Лиза Аррен, вероятно, покончила с собой. Возвращаясь от Кровавых ворот, они сталкиваются с Бриенной Тарт, которая поклялась леди Кейтилин взять Арью под свою защиту. Не веря Бриенне, Пёс пытается её убить, но она сильно ранит его. В это время Арье удаётся скрыться от Бриенны, и после того как Тарт покидает поле боя, Арья выходит из укрытия и забирает серебряные монеты раненого Пса, оставив его умирать. Затем она встречает капитана, который предлагает ей поездку в Браавос.

#### Пятый сезон
Арья принимается в чёрно-белый дом человеком, который носит лицо Якена Хгара. Якен был впечатлён её умением незаметно врать, когда она убедила неизлечимо больную девушку выпить яд. После этого она получает задание убить коррумпированного страхового агента. Тем не менее она отвлекается от своей миссии на прибытие в Браавос Сира Мерина Транта, который пытался задержать её во время занятий по владению мечом и убил её учителя Сирио Фореля. Кроме того, Трант был внесён в список смерти Арьи. Она маскирует себя как проститутку и проникает в бордель, где убивает Сира Меррина. Однако Якен узнаёт о её отклонении от приказанного задания и упрекает её в том, что она не способна оторваться от своей личности, а дар безликих в ношении чужого лица будет только отравлять её. Якен добавляет, что надевание лица тем, кто не является «Никем», равносильно принятию яда, и Арья внезапно слепнет.

#### Шестой сезон
Арья начинает выпрашивать милостыню на улицах Браавоса. В рамках её подготовки Бродяжка (Фэй Марсей) регулярно сражается с Арьей, которую всегда неизбежно избивает из-за отсутствия у той зрения и боевого мастерства. Через некоторое время Якен возвращает Арью обратно в Чёрно-белый дом, где она, приняв чашу с ядом, восстанавливает зрение. Затем Арье дают задание на убийство актрисы, которая играет роль Серсеи Ланнистер в театральной постановке про войну пяти королей. Арья пытается убить актрису, незаметно отравляя её ром, но после разговора с ней в сердце Арьи что-то меняется, и она разбивает её отравленный стакан, предостерегая её от покушения на её жизнь. Всё это происходит на глазах Бродяжки, которой далее поручается убить Арью. Подкараулив её, Бродяжка наносит Арье несколько ударов кинжалом, а позже убивает Леди Крейн, которая лечила Арью. Последняя отбивается от Бродяжки и снимает с неё лицо, которое вешает в Зал Ликов. После короткого разговора с Якеном она уходит из Чёрно-Белого дома. Позже Арья прибывает в Вестерос, где в Близнецах убивает лорда Уолдера Фрея и его сыновей, Хромого Лотара Фрея и Чёрного Уолдера Фрея.

#### Седьмой сезон
В начале 7 сезона Арья Старк убивает детей Уолдера Фрея мужского пола. Вернулась в Винтерфелл, где Мизинец попытался поссорить её с Сансой. Убила Мизинца после того, как Санса публично уличила его в многократном предательстве.

#### Восьмой сезон
В начале финального сезона Арья воссоединяется с Джоном Сноу в Винтерфелле.
В третьей серии в одиночку убивает Короля Ночи, нанеся ему удар тем же самым валирийским кинжалом, который ей подарил Бран, уничтожая тем самым и всю армию мёртвых и завершая Битву за Винтерфелл.
В пятой серии Арья вместе с Псом прибывает в столицу, чтобы убить Серсею. Но попадает в «ловушку» и пытается спастись самой, и спасти из столицы дочку и её мать, но они погибают. Арья попадает под обвал, из-за Дейнерис, спасаясь от огня, и уходит на лошади из Королевской гавани.
В последней серии Арья уплывает на запад, чтобы исследовать Закатное море.